# Königsberg (Schiff, 1924)
Die zweite Königsberg des Norddeutschen Lloyd (NDL) war eines der ersten Motor-Frachtschiffe der Reederei. Neben der Königsberg verfügte die Reederei über zwei sehr ähnliche mit einer Dreifach-Expansionsmaschine angetriebene Frachtschiffe. Das Motorschiff wurde auf etlichen Frachtlinien der Reederei eingesetzt. Kurz vor Kriegsbeginn verließ das Schiff Kanada. Nach Ausbruch des Zweiten Weltkriegs suchte das Schiff schließlich in Brasilien Zuflucht.
Als Versorgungsschiff ausgerüstet, verließ das Schiff am 28. Mai 1940 Belem. Es traf sich im Atlantik mit dem Hilfskreuzer Widder.
Am 16. Juni 1940 wurde die Königsberg vor Vigo von einem französischen Hilfskreuzer gestellt und versenkte sich daraufhin selbst auf 41° 36′ 0″ N, 10° 37′ 0″ W.

## Geschichte des Schiffes
Die Königsberg war das zweite Motorfrachtschiff der Bremer Großreederei Norddeutscher Lloyd.
Die unter der Baunummer 333 bei der AG Weser entstandene Königsberg lief am 13. Juni 1924 vom Stapel und wurde am 6. September 1924 an den NDL abgeliefert. Sie hatte eine Länge von 137,25 m über alles und war 17,2 m breit. Angetrieben wurde sie von zwei bei der Bauwerft entstandenen sechszylindrigen-Viertakt-Dieselmotoren der Bauart MAN von 1600 PS, die direkt umgesteuert werden konnten. Ihre Hilfsmaschinen wurden elektrisch betrieben und für die Stromerzeugung standen drei kleinere Dieselaggregate zur Verfügung.
Die Antriebsanlage ermöglichte über zwei Schrauben eine Geschwindigkeit von 13 Knoten (kn).
Das Motorschiff war mit 6466 BRT vermessen und hatte eine Tragfähigkeit von 9320 tdw und wurde mit einer Besatzung von 44 Mann eingesetzt.

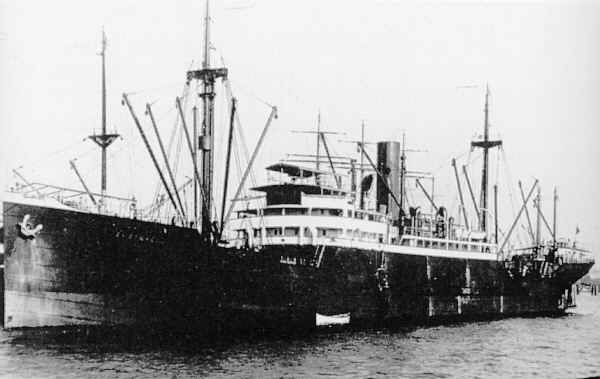
Die Elberfeld des NDL

Ähnliche Frachtschiffe besaß der NDL mit den bei Tecklenborg gebauten Aachen und Elberfeld, die von einer Dampfmaschine angetrieben wurden. Sie kamen im Mai und August 1923 in Dienst und wurden zuerst nach Ostasien eingesetzt. Sie hatten allerdings herkömmliche Pfahlmasten mit Ladebäumen im Gegensatz zu dem torartigen Ladegeschirr der Königsberg.

### Einsatzgeschichte derKönigsberg
Die Königsberg wurde nach ihrer Ablieferung am 6. September 1924 auf verschiedenen Frachtlinien des NDL eingesetzt.
Die Königsberg verließ am 28. August 1939 Quebec Richtung Bremen. Auf Grund der Warnmeldungen und des Kriegsausbruchs änderte sie mehrfach ihren Kurs auf dem Nordatlantik. Schließlich suchte das Schiff am 14. September in Pará, Brasilien, Zuflucht. Ende April 1940 wurde die Königsberg von der in Brasilien bestehenden Kriegsmarine-Etappe requiriert. Sie sollte zur Versorgung der auf dem Atlantik erwarteten Schweren Kreuzer Lützow sowie der Hilfskreuzer Orion und Widder herangezogen werden.

### Das Ende derKönigsberg
Am 28. Mai 1940 verließ die Königsberg mit 1280 t Diesel und frischen Nahrungsmitteln Belem. Am 5. Juni traf sie den Hilfskreuzer Widder im Seegebiet um 26°N/46°W und gab Nahrungsmittel und 675 t Dieselöl an den Hilfskreuzer ab. Da die Widder durch die Nordmark gut versorgt worden war und die weitere Versorgung der Hilfskreuzer durch deutsche Tanker von den Kanaren gesichert schien, entließ der Kommandant der Widder, Ruckteschell, am 7. Juni 1940 Kapitän Seegert mit dem Motorschiff Königsberg nach Europa.

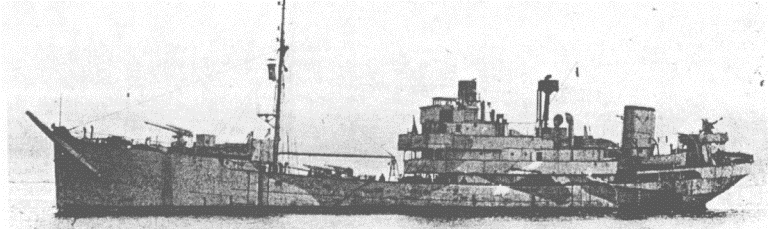
Die französische President Houduce

Vor Vigo wurde die Königsberg durch den französischen Hilfskreuzer President Houduce (1178 BRT) auf 41° 36´N/10° 37´W entdeckt. Um einer befürchteten Kaperung durch das französische Schiff zu entgehen, versenkten die Deutschen ihr Schiff am 16. Juni 1940 selbst.

## Schicksal der Halb-Schwestern von Tecklenborg
| Name              | Stapellauf   | in Dienst   | BRT       | tdw       | Lg.ü.A.       | Verbleib                                                                              |
| ----------------- | ------------ | ----------- | --------- | --------- | ------------- | ------------------------------------------------------------------------------------- |
| Aachen nach Umbau | 20.03.1923 . | 8.05.1923 . | 6274 6388 | 9215 9600 | 137,44 140,14 | 14. April 1940 in Narvik versenkt 1951 gehoben, auf Überführung zur Werft gesunken    |
| Elberfeld         | 3.06.1923    | 2.08.1923   | 6272      | 9215      | 137,44        | 21. November 1927 nordwestlich Cap Trafalgar auf Ausreise nach Wladiwostok gestrandet |